# Авиаудар США по международному аэропорту Багдада 3 января 2020 года
Авиаудар США по международному аэропорту Багдада 3 января 2020 года — авиаудар по автоколонне вблизи международного аэропорта Багдада и самому аэропорту, нанесённый вооружёнными силами США 3 января 2020 года. В результате удара были убиты Касем Сулеймани, Абу Махди аль-Мухандис и ещё 8 человек.
Убийство генерала Сулеймани привело к резкому обострению отношений между Ираном и США, поставив ближневосточный регион на грань войны. Одновременно в Ираке стали раздаваться требования вывода американских войск из Ирака.

## Авиаудар

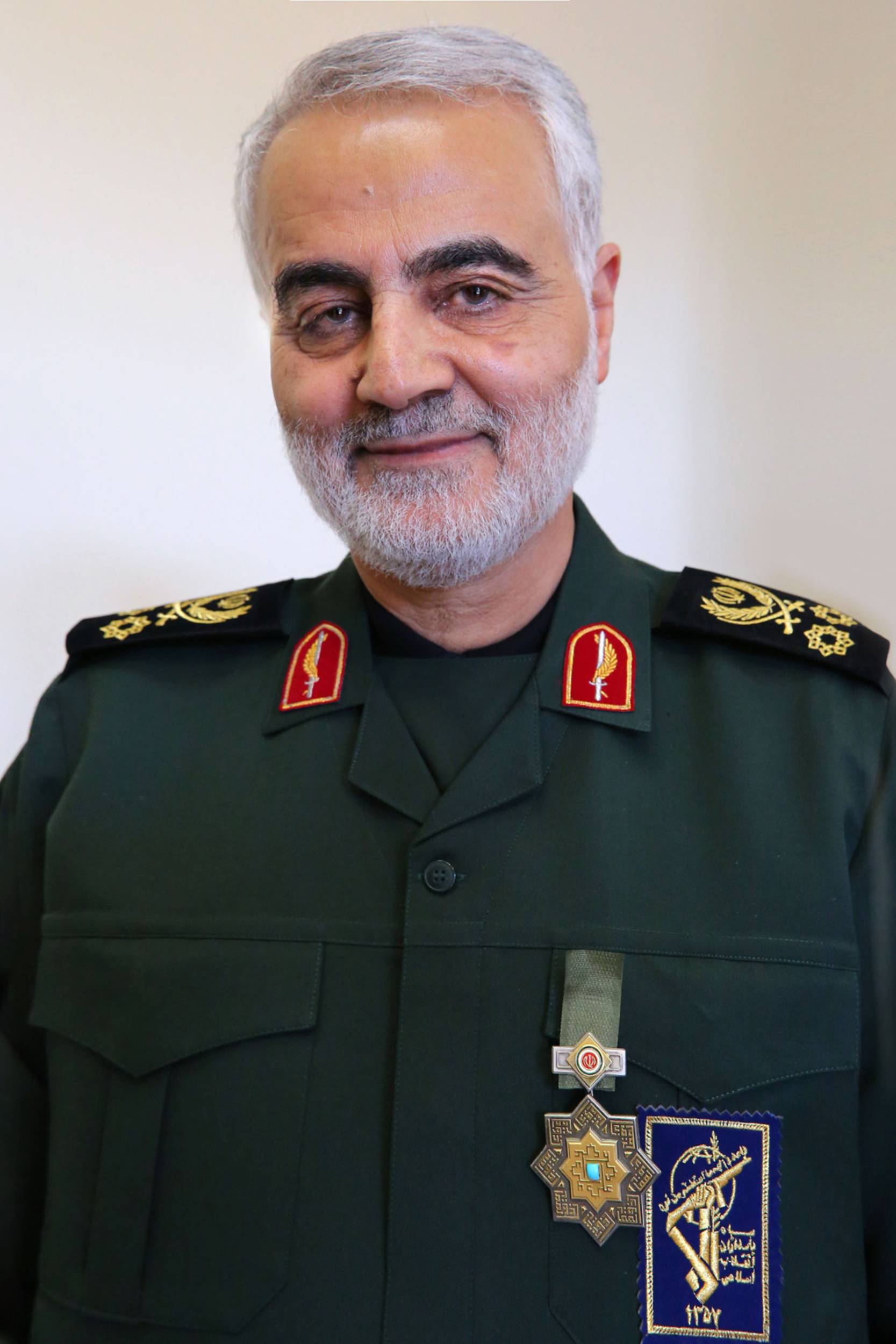
Иранский генерал Касем Сулеймани, убитый в результате авиаудара

2 января 2020 года около 23:00 Касем Сулеймани прилетел в Багдад с дипломатической миссией. Как говорит премьер-миистр Ирака Адель Абдель Махди: «Я должен был встретиться с генералом Сулеймани в пятницу утром в 8:30 утра, чтобы получить от него ответ Ирана на послание Саудовской Аравии, которое я передал Ирану для достижения важных договоренностей по деэскалации в Ираке и в регионе в целом».
Авиаудар был нанесён 3 января 2020 американскими БПЛА MQ-9 Reaper по колонне автомобилей вблизи международного аэропорта Багдада и по самому аэропорту в ночь на 3 января 2020 года. Целью удара были Касем Сулеймани — командующий подразделением «Ал-Кудс» иранского Корпуса Стражей Исламской революции и Абу Махди аль-Мухандис — командир иракской группировки шиитских ополченцев «Силы народной мобилизации». В результате ракетной атаки автоколонна была уничтожена, Сулеймани и аль-Мухандис погибли. Общее число погибших составляет не менее восьми человек.

## Предыстория
В начале октября 2019 года, по словам двух иракских ополченцев и двух секретных источников агентства «Рейтер», иранский генерал-майор Касем Сулеймани встретился в Багдаде с союзниками[какими?] иракской шиитской милиции, чтобы обсудить изменение стратегии. Суть новой стратегии заключалась в увеличении количества ракетных атак по силам США в Ираке с целью провокации военного ответа США, который отвлечет политическое давление от Ирана. 
В преддверии встречи среди местного населения Ирака нарастали антииранские настроения, кульминацией которых стали громкие протесты[какие?] и Иран, обеспокоенный потерей с трудом завоеванного влияния в Ираке, прибегал ко все более насильственным средствам, чтобы противостоять этому. 
Эти меры[какие?], принятые под непосредственным руководством Сулеймани, привели к гибели по меньшей мере 400 протестующих и 20 тыс. раненых, но не принесли особого успеха[кому?]. 
Следующим шагом в стратегии, выбранной Сулеймани, было усиление атак на войска США. «Катаиб Хезболла» был выбран потому, что, по словам Сулеймани, «американцам будет трудно это заметить», а также потому, что он сможет использовать предоставленные Ираном разведывательные дроны для большей точности для ракетных атак.
27 декабря 2019 авиабаза K-1 в Киркуке, одна из баз, используемых для американской операции «Непоколебимая решимость» (OIR), была атакована 30 ракетами. При этом погиб один ирако-американский оборонный подрядчик и были ранены военнослужащие Ирака и США. Штаты обвинили в атаке Катаиб Хезболла. Кроме того, высокопоставленный чиновник США, который разговаривал с журналистами на условиях анонимности, сказал, что за два месяца до инцидента 27 декабря была проведена кампания из 11 атак на иракские базы, на которых размещается персонал OIR, многие из которых США также приписывают Катаибу Хезболла. 29 декабря 2019 года были нанесены ответные авиуадары США по пяти складам оружия, а также штабам Катаиба Хезболла в Ираке и Сирии, в результате которых 25 ополченцев погибли, 55 получили ранения.
31 декабря, после похорон погибших боевиков, десятки иракских ополченцев-шиитов и их сторонники прошли маршем в Зелёную зону и окружили территорию посольства США. Затем демонстранты ворвались в главную дверь контрольно-пропускного пункта, подожгли приемную, подняли флаги ополченцев Сил народной мобилизации, оставили антиамериканские плакаты и граффити. Президент США Дональд Трамп обвинил Иран в организации нападения на посольство и добавил, что они будут нести «полную ответственность». Министр иностранных дел Ирана заявил о том, что они непричастны к протестам.
Возможность нанесения ракетного удара с целью убийства иранского генерала после нападения на военную базу США в Ираке, осуществлённого 27 декабря 2019 года, обсуждалась в администрации президента США Дональда Трампа в течение рождественских и новогодних праздников. Обсуждение проходило в условиях секретности, с узким кругом советников. В нём участвовали советник по национальной безопасности Роберт О’Брайен, госсекретарь Майк Помпео и вице-президент Майк Пенс. В результате Дональд Трамп принял решение о проведении специальной операции против Касема Сулеймани.

## Правомерность
Как заявил советник президента США по вопросам национальной безопасности Роберт О’Брайен, американские военные ликвидировали иранского генерала Касема Сулеймани в соответствии с положениями «Разрешения на применение военной силы против террористов», принятого Конгрессом США 14 сентября 2001 года, которое санкционирует использование Вооружённых сил США против тех, кто несёт ответственность за нападения 11 сентября 2001 года.
Отмечается, что удар не был согласован с властями Ирака и Советом Безопасности ООН. Исполняющий обязанности премьер-министра Ирака Адиль Абдул-Махди назвал операцию «актом агрессии и нарушением суверенитета» Ирака. Он также указал на нарушение условий присутствия американских войск в Ираке, роль которых «ограничена лишь обучением иракских войск и борьбой с террористами группировки ИГ».
Специальный докладчик по внесудебным расправам и казням Управления Верховного комиссара ООН по правам человека Аньес Калламар заявила, что «убийство Касема Сулеймани, вероятнее всего, незаконно и нарушает международное гуманитарное право». Она подчеркнула незаконность использования орудий убийства, в частности БПЛА, в отсутствие активных боевых действий и прямой угрозы жизни других лиц со стороны погибших.
В середине января 2020 года эксперты германского Бундестага усомнились в законности целенаправленной ликвидации Сулеймани. В заключении научной службы парламента ФРГ, которая проанализировала произошедшее в Багдаде, говорится, что «атака с использованием беспилотников, очевидно, не соответствует критериям крайней меры для спасения жизни американцев и в этой связи представляется нарушением права на жизнь, закрепленного в пакте ООН о гражданских и политических правах».
14 января 2020 года министр юстиции, генеральный прокурор США Уильям Барр заявил на пресс-конференции в Вашингтоне, что приказ президента США о проведении операции, в результате которой был убит Сулеймани, является «легитимным с юридической точки зрения», «был согласован с Министерством» и является «легитимным актом самообороны».
В середине февраля 2020 года конгрессмен Элиотт Энгел заявил, что обоснование операции против Сулеймани, представленное администрацией Трампа, было ложным. По словам Энгела, полученный Конгрессом официальный отчет «прямо противоречит ложным утверждениям президента о том, что он атаковал Иран, чтобы предотвратить неминуемое нападение на служащих и посольства США», поскольку в документе «не упоминается никакой неминуемой угрозы, и это показывает, что обоснование, которое президент представил американскому народу, было просто-напросто ложным».

## Последствия
Эскалация конфликта между США и Ираном привела к повышению цен на нефть. 3 января цена нефти марки Brent повысилась на 4 %, превысив отметку 69 долларов за баррель.
Багдад расценил убийство Сулеймани как нарушение условий размещения американских военных в Ираке. 5 января иракский парламент проголосовал за вывод иностранных войск из страны.
6 января Иран объявил о прекращении действия ограничений на развитие ядерной программы, взятых Ираном на себя в рамках СВПД («ядерная сделка»).
Утром 8 января две военные базы в Ираке, на которых расквартированы силы США и их союзников, подверглись ракетному обстрелу со стороны Ирана (Операция «Мученик Сулеймани»). Тегеран заявил, что это месть за убийство генерала Сулеймани.